# Faro di Jeffrey's Hook
Il Little Red Lighthouse (il "Piccolo Faro Rosso", in inglese), ufficialmente Jeffrey's Hook Light, è un piccolo faro sul fiume Hudson a New York, reso celebre da un libro per bambini del 1942 di Hildegarde Swift illustrato da Lynd Ward, intitolato "The Little Red Lighthouse and the Great Gray Bridge" ("Il piccolo faro rosso ed il grande ponte grigio", in inglese).
Si trova nel Fort Washington Park, su una piccola punta di terra detta Jeffrey's Hook ai piedi del pilone orientale del ponte sospeso George Washington Bridge. 
Il faro è ora di proprietà della Città di New York, ed è gestito da City of New York Parks and Recreation, il settore "parchi e ricreazione" della amministrazione cittadina.

## Storia
In questo punto era segnalato da un faro sin dal 1889. L'attuale faro prefabbricato in ghisa, costruito nel 1880, era inizialmente destinato a Sandy Hook, dove fu attivato nel 1895 come "Sandy Hook beacon" ("fanale di Sandy Hook") dove rimase attivo fino al 1917.
Nel 1921 il Sandy Hook beacon fu trasportato a New York e posizionato a Jeffrey's Hook, l'attuale locazione, in seguito ad un progetto di miglioramento degli ausili alla navigazione su fiume Hudson.
Dopo l'ultimazione del George Washington Bridge nel 1931 si stabilì che il fanale non era più necessario, quindi nel 1932 fu decommissionato e disattivato nel 1947 e ne fu programmata la demolizione. Il faro era però ormai celebre grazie al libro di Swift, e la proposta di demolizione portò ad una pubblica protesta: si decise così di mantenere il faro cedendolo all'autorità cittadina. Nel 1979 fu iscritto al National Register of Historic Places ("Registro nazionale dei luoghi storici", in inglese). La New York City Landmarks Preservation Commission ("Commissione per la conservazione del paesaggio della Città di New York") iscrisse il faro alla lista dei New York City Landmarks, ovvero dei luoghi caratteristici del paesaggio cittadino. Nel 2002 il faro fu riattivato dalle autorità cittadine.

## Ottica e segnale
Il segnale, attivo dal 2002 dopo un lungo periodo di inattività, è una luce bianca dell'intensità di 10 candele; la caratteristica è di un lampo (durata 1 secondo) seguito da una eclissi (durata 2 secondi) per un periodo di 3 secondi.
La lampada è dotata ottica fissa con lente di Fresnel del tipo "drum lens".

## Galleria d'immagini

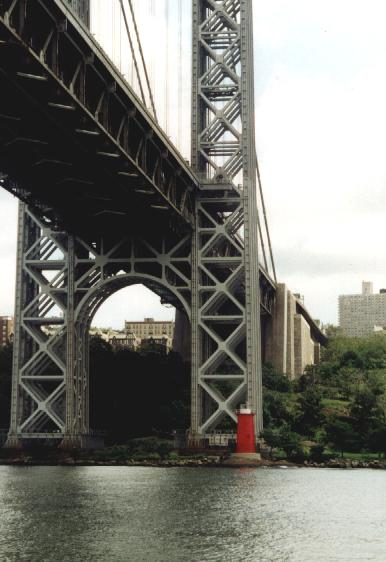
Il "Piccolo Faro Rosso" ai piedi del George Washington Bridge.
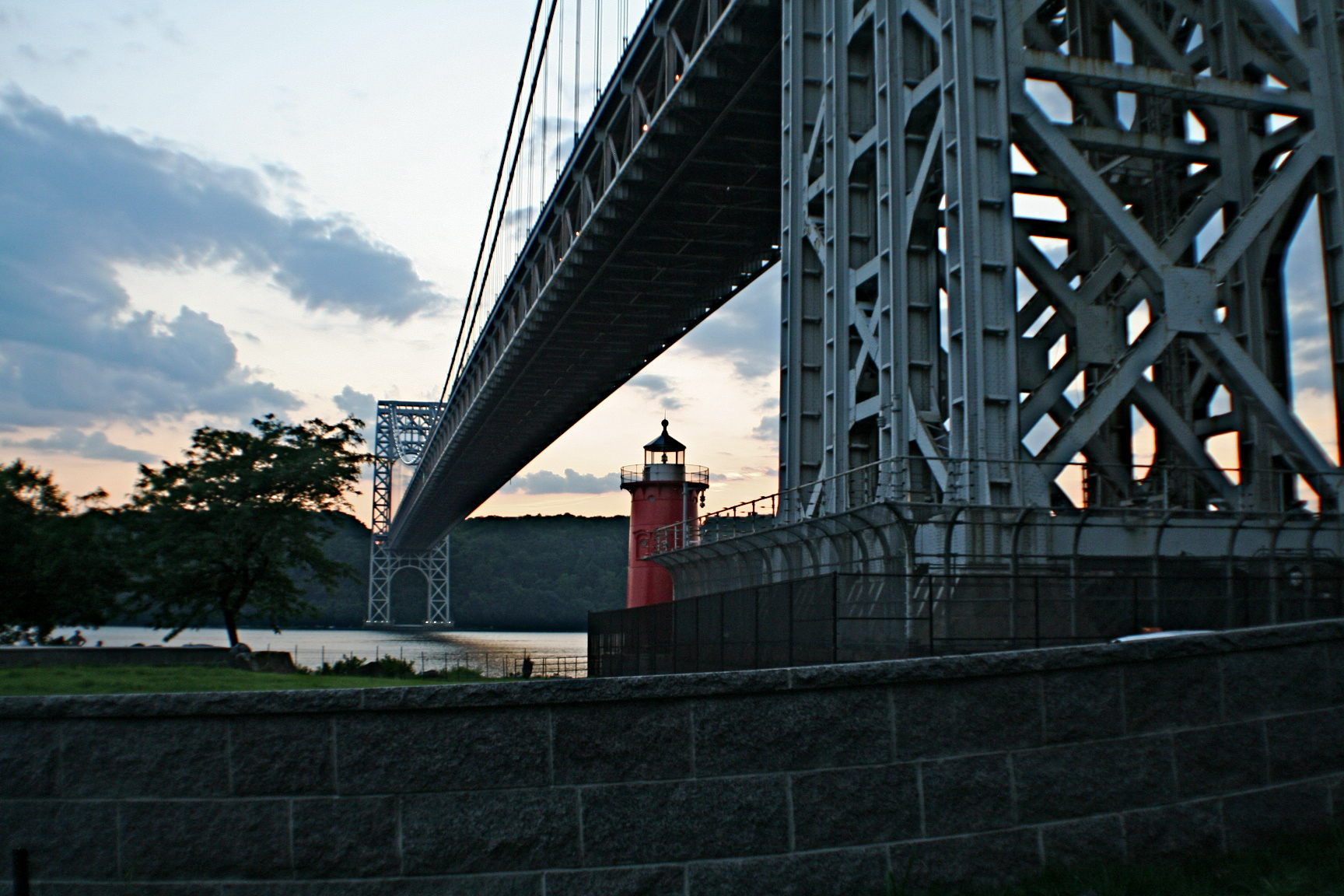
Un'altra vista del faro tra i piloni del ponte.
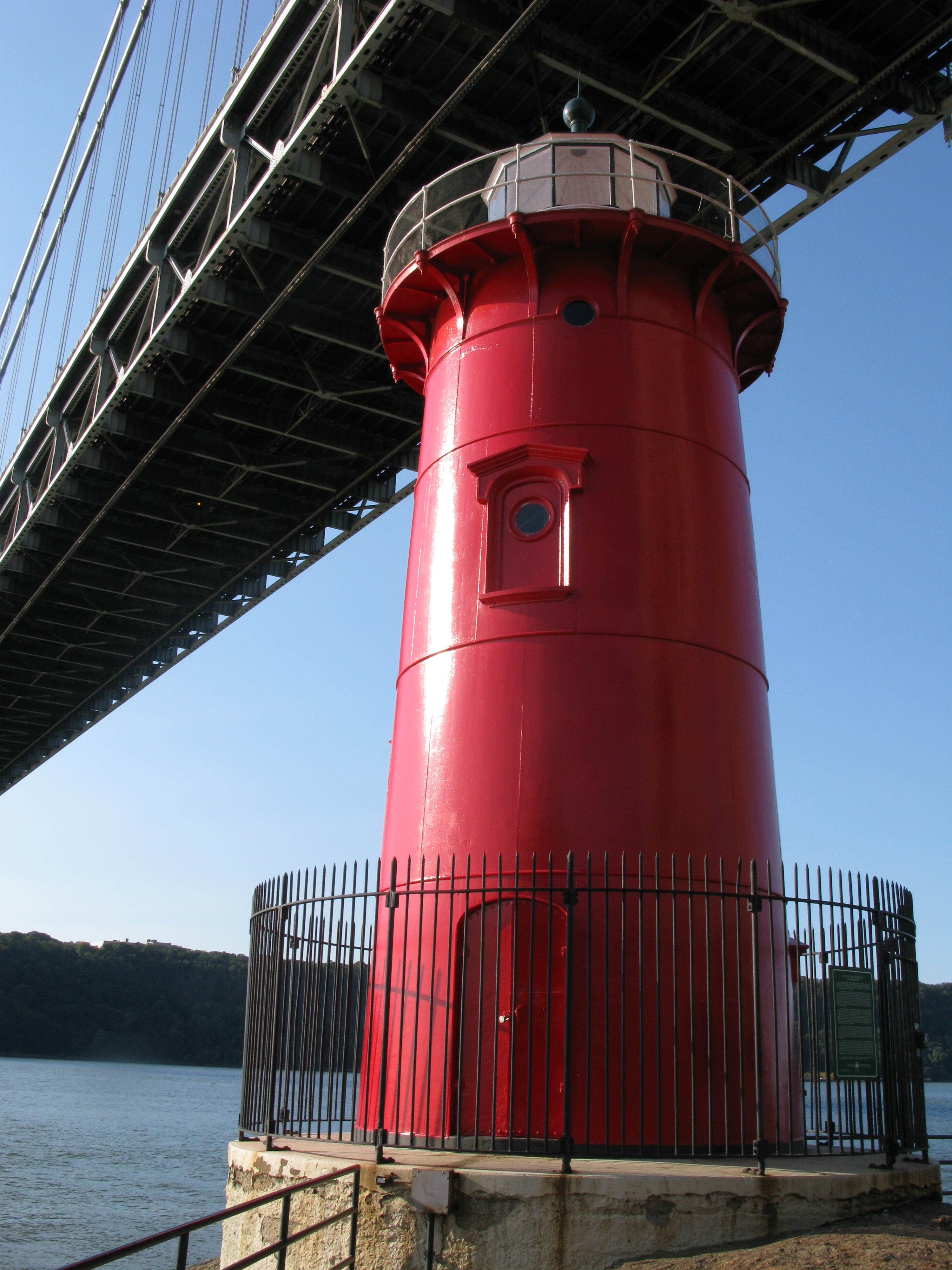
Vista ravvicinata del faro.
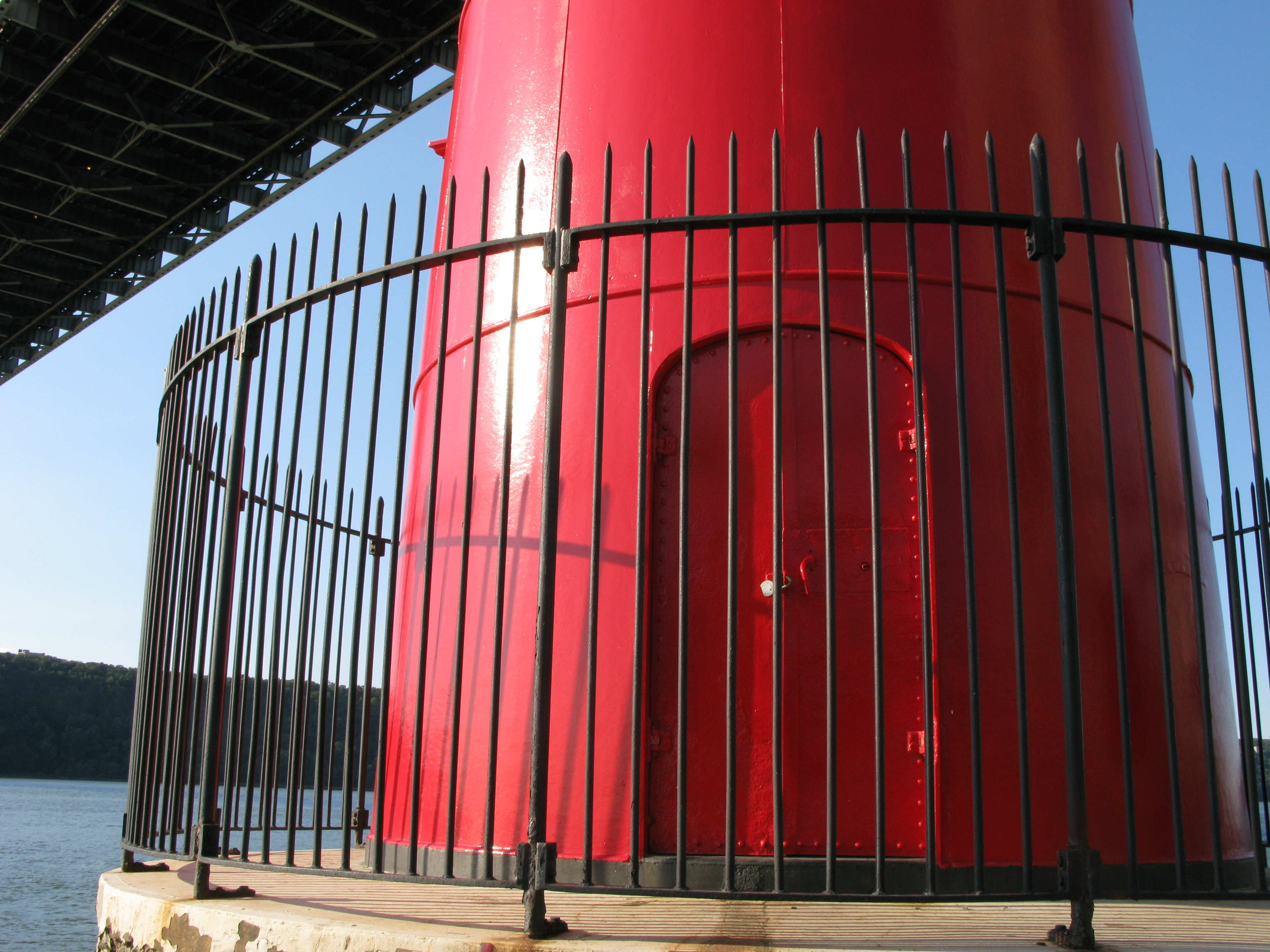
La portina d'ingresso.
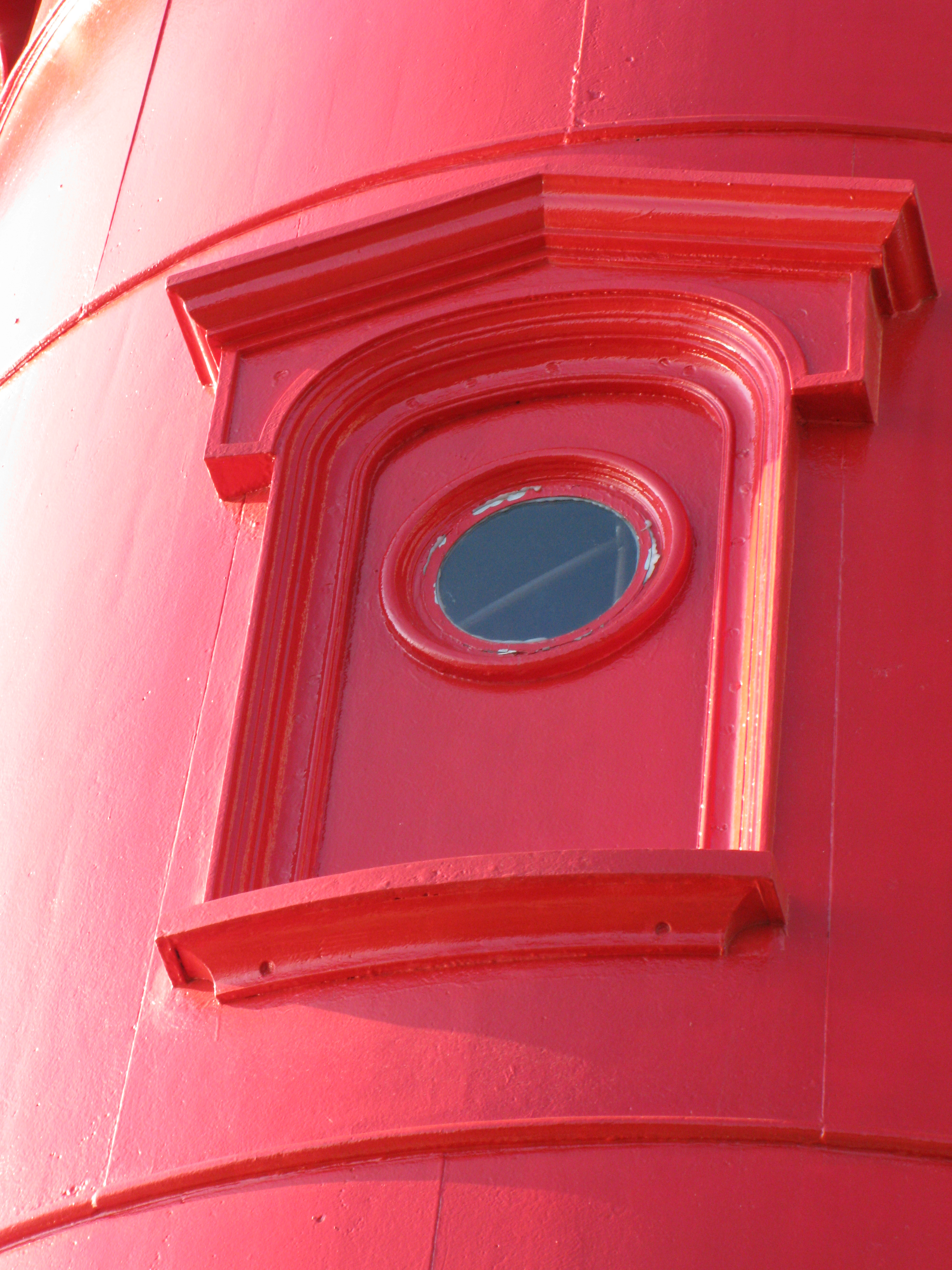
dettaglio della finestrella circolare.
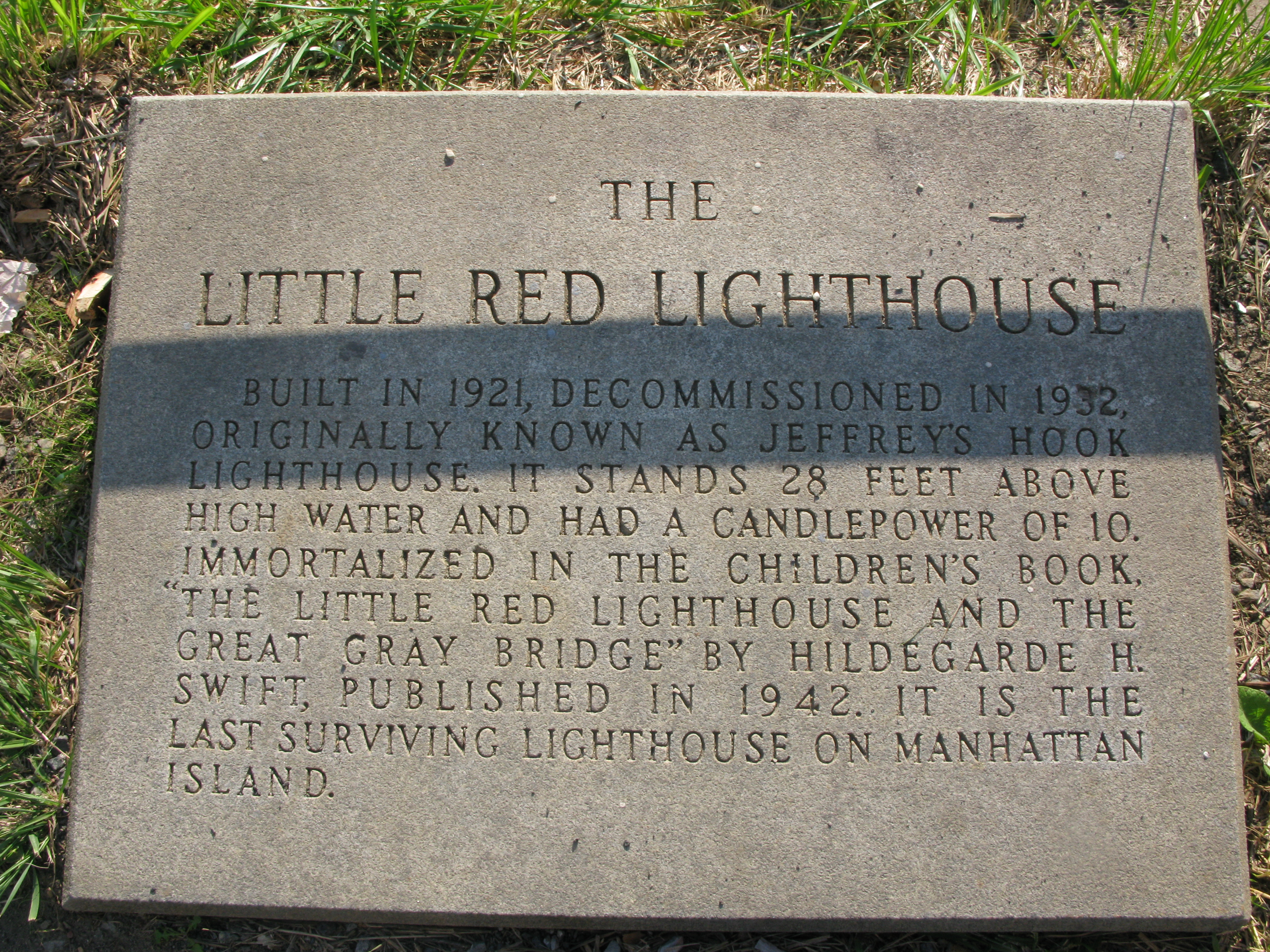
La targa commemorativa.